# Disturbi del movimento
Per disturbi del movimento si intendono, in campo medico, tutte quelle malfunzioni della muscolatura volontaria dell'individuo. Le cause sono per la maggior parte neurologiche, quali danni al cervello, al cervelletto e ai gangli della base.
Sono di solito suddivisi in due forme completamente opposte:
- forme di rigidità acinetica, in cui sono presenti rigidità muscolare e bradicinesia;
- forme ipercinetiche, dove sono presenti invece movimenti involontari.

Ciò che è invece comune in tutti e due i casi sopra specificati è il mantenimento della forza muscolare.

## Movimenti involontari
Il grande capitolo dei movimenti involontari comprende le malattie del sistema extrapiramidale, un vasto spettro clinico in cui si distinguono due principali famiglie:
- le sindrome acinetico-ipertonica (tra cui la malattia di Parkinson e i Parkinsonismi);
- le sindromi ipercinetiche (tra cui la Corea di Huntington).

Nel loro insieme queste malattie hanno come substrato alterazioni di varia natura dei cosiddetti "gangli della base", cioè quel complesso insieme di nuclei encefalici che sono fondamentali per il controllo dei movimenti.

## Eziologia
La quasi totalità dei casi studiati dalla medicina, riguardo ai disturbi motori, viene originato da una funzione errata del circuito dei gangli basali e, di fatto, essi possono venire riscontrati attraverso ogni meccanismo patogenetico.
Cause frequenti dei disturbi del movimento sono:
- malattie degenerative (sia quelle ereditarie, sia quelle idiopatiche);
- indotte dai farmaci;
- indotte da insufficienza multiorgano;
- ischemia;
- infezioni del sistema nervoso centrale.

## Semeiologia
Dal punto di vista della semeiotica le manifestazioni motorie si possono distinguere in:
- Acinesia: ridotta propensione ad eseguire movimenti;
- Bradicinesia: lentezza nell'esecuzione dei movimenti;
- Tremore: oscillazione ritmica di una determinata parte del corpo;
- Asterissi: brevi interruzioni della contrazione muscolare;
- Opistotono: iperestensione e spasticità in cui la testa di un individuo, il suo collo e la colonna vertebrale entrano in una posizione completamente "incurvata";
- Mioclono: brevi contrazioni muscolari;
- Distonia: atteggiamenti involontari mantenuti nel tempo;
- Chorea: movimenti involontari rapidi dell'estremità degli arti;
- Atetosi: movimenti involontari lenti;
- Ballismo: movimenti involontari rapidi prossimali degli arti;
- Tic: movimenti stereotipati e continui, si veda anche la sindrome di Gilles de la Tourette.
- Sincinesia, dove al movimento di una parte del corpo corrisponde il movimento di un'altra non desiderata.
- Abasia, dove l'individuo non è più capace di camminare perché manca di coordinazione motoria.